# Лиффи
Ли́ффи (ирл. An Life, англ. Liffey) — река в Ирландии, протекающая через центр Дублина. Основные притоки — Доддер, Поддл и Камак. Река впадает в Дублинский залив Ирландского моря.

## География
Река Лиффи берёт своё начало между горами Киппур и Тондаф в графстве Уиклоу и протекает примерно 125 километров, до своего впадения в Ирландское море, через графства Уиклоу, Килдэр и Дублин.
На реке построены три гидроэлектростанции, а также несколько частных гидроустановок.

## Использование
Со времён викингов и по настоящее время река используется как транспортная артерия. Знаменитые грузовые суда «Lady Patricia» и «Miranda Guinness» вплоть до начала 1990-х использовались на реке для вывоза пива «Гиннесс» с завода St. James’s Gate Brewery. В последнее время единственное регулярное движение по реке осуществляют только туристические речные трамваи, проходящие через центр Дублина.

## Мосты
В Дублине имеется 24 моста через реку, наиболее известные из них:
- мост Джеймса Джойса,
- мост О’Коннелла,
- мост Сэмюэла Беккета,
- мост Франка Шервина,
- мост Шона Хьюстона,
- мост Полпенни.

## В искусстве
Живописные набережные реки вдохновляли многих ирландских художников и писателей, например, действие многих рассказов Джеймса Джойса происходит у причалов Дублина.

Биограф Джойса Майкл Бегнал отмечал: «Джойс связывал причалы Лиффи с желанием бежать».